# 克里塞 (萨尔特省)
克里塞（法語：Crissé，法語發音：[kʁise]）是法国萨尔特省的一个市镇，属于马梅尔斯区。

## 地理
克里塞（48°10'7"N, 0°3'39"W）面积20.83 平方千米，位于法国卢瓦尔河地区大区萨尔特省，该省份为法国西北部内陆省份，北起顺时针与奥恩省、厄尔-卢瓦省、卢瓦-谢尔省、安德尔-卢瓦尔省、曼恩-卢瓦尔省和马耶讷省接壤，是法国大西部的入口，连接卢瓦尔河谷、布列塔尼和巴黎盆地。
与克里塞接壤的市镇（或旧市镇、城区）包括：圣雷米德锡耶、韦尔尼、蒙圣让、讷维拉莱、鲁埃。

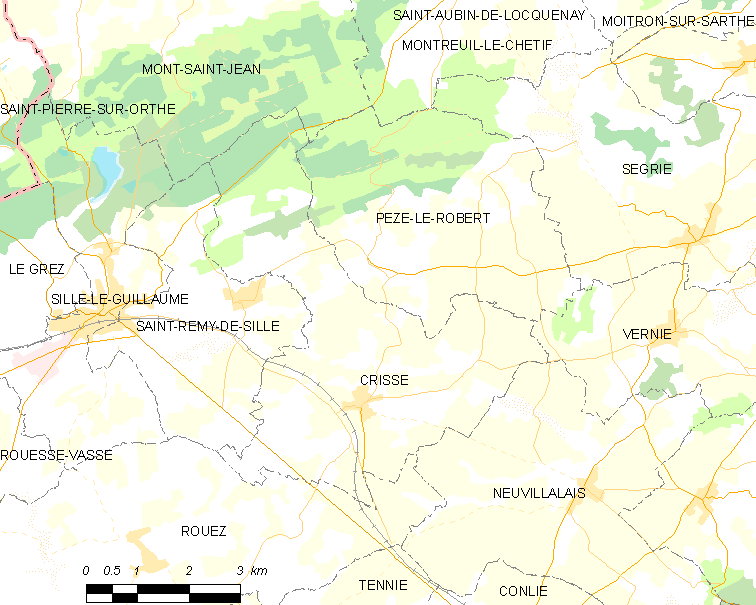
的OSM定位图

克里塞的时区为UTC+01:00、UTC+02:00（夏令时）。

## 行政
克里塞的邮政编码为72140，INSEE市镇编码为72109。

## 政治
克里塞所属的省级选区为锡耶勒纪尧姆县。

## 人口

1962-2008年间人口变化图示

克里塞于2022年1月1日时的人口数量为544人。